# Nio (Automobilhersteller)
Nio (chinesisch 蔚来汽车, Pinyin Wèilái qìchē) ist ein chinesischer, börsennotierter Elektroautohersteller. Das Unternehmen sitzt in Shanghai.
Als Alleinstellungsmerkmal gilt, dass Nio vollautomatische Batteriewechselstationen betreibt, mit denen die Antriebsbatterie in fünf Minuten gewechselt werden kann; davon gibt es rund 2500 weltweit (Stand Mitte 2024).

## Unternehmensgeschichte
Gegründet wurde Nio von William Li, dem Vorstandsvorsitzenden der chinesischsprachigen Autozeitschrift BitAuto und von Next EV. Bereits nach der Präsentation des Projekts investierten Unternehmen wie Tencent, Temasek, Baidu, Sequoia, Lenovo und TPG.
Weil die meisten Hersteller von Oberklassefahrzeugen ihren Sitz in Süddeutschland haben, siedelte Nio sein Design- und Markenentwicklungszentrum mit etwa 70 Angestellten (Stand September 2020) für die Markenentwicklung und die Gestaltung der künftigen Produktpalette in München an. Darüber hinaus ist Nio in der FIA-Formel-E-Meisterschaft engagiert, der ersten Rennserie für Monoposti mit reinem Elektroantrieb.
Nio verkaufte 2023 rund 160.000 Fahrzeuge. Das waren rund 30 % mehr als 2022, aber 90.000 weniger als geplant.
In den ersten neun Monaten des Jahres 2023 wurde ein Nettoverlust von mehr als 15 Milliarden Yuan (umgerechnet knapp 2 Milliarden Euro) verbucht, das waren umgerechnet auf die in diesem Zeitraum knapp 110.000 verkauften Autos rund 18.000 € Verlust pro Auto. Der Börsenwert fiel in drei Jahren von über 90 Milliarden Euro auf rund 10 Milliarden Euro.

### Unternehmensname und Logo
Der Name von Nio in chinesischen Schriftzeichen, 蔚来 (Aussprache: „Wèilái“), bedeutet „Der Himmel wird blau“ (wortwörtlich „Blauer Himmel kommt“) und ist eine Anspielung auf die Smog-Situation in chinesischen Großstädten. Mit der Vorstellung des Nio EP9 im November 2016 wurde der Name zu „NIO“ (Großbuchstaben) umgestaltet. Das Logo stellt Erde und Horizont dar.
Im Oktober 2016 erhielt Nio die Genehmigung der kalifornischen Behörden (DMV) zum Test selbstfahrender Automobile auf öffentlichen Straßen und begann mit Probefahrten.
Im Mai 2018 eröffnete Nio die erste „Power Swap Station“ in Nanshan (Shenzhen), an der Batterien des ES8 gegen geladene ausgetauscht werden. Das Warten während des Aufladens entfällt dadurch.
Im August 2018, nach dem Verkauf von 481 Autos, dem Eingang weiterer 15.000 Kundenbestellungen und einer maximalen Produktionskapazität von circa 500.000 Fahrzeugen pro Jahr, beantragte das Unternehmen den Börsengang im Wert von 1,8 Milliarden US-Dollar an der New York Stock Exchange.
Anfang 2020 stand das Unternehmen kurz vor der Pleite und konnte nur durch eine chinesische staatliche Investition in Höhe von rund einer Milliarde Euro gerettet werden. Das Geld kam von der Regierung der Millionenstadt Hefei. Nio hatte sich im Gegenzug verpflichtet, Fabriken und Forschungszentren in der Stadt zu bauen.
Im Januar 2021 hatte Nio einen Börsenwert von umgerechnet 80 Milliarden Euro.
Zusammen mit der Guangzhou Automobile Industry Group wurde GAC Nio New Energy Automobile Technology betrieben, die Fahrzeuge der Marke Hycan herstellen.
Seit Juli 2021 verkauft Nio ebenfalls in Norwegen Fahrzeuge. Dort ist europaweit der Marktanteil von Elektroautos am höchsten. Es handelt sich dabei um den ersten Markt außerhalb Chinas in dem Nio vertreten ist.
Ab 2022 war geplant, dass Nio-Modelle ebenfalls in Deutschland, den Niederlanden, Schweden und Dänemark verfügbar sind. Der europäische Marktstart für die Oberklasselimousine ET7 erfolgte im Oktober 2022 mit dem deutschen Markt. Geplant ist auch, in Europa eine Infrastruktur für Batteriewechselstationen aufzubauen. Dafür wurde in Ungarn ein Werk gebaut, das diese Stationen herstellt. Die erste wurde im September 2022 nach Deutschland geliefert und Ende 2022 in Zusmarshausen eröffnet.
Im Mai 2024 wurde die Marke Onvo (Abkürzung für on voyage, deutsch auf Reise) vorgestellt, unter der vergleichsweise günstige Fahrzeuge angeboten werden sollen. Zeitgleich wurde mit dem 4,83 Meter langen Onvo L60 das erste Fahrzeug als Konkurrenzmodell zum Tesla Model Y präsentiert. In China wird die Marke als Ledao geführt. Beim Nio Day im Dezember 2024 wurde mit Firefly eine weitere Marke vorgestellt. Das erste Modell Firefly EV ist ein elektrisch angetriebener Kleinwagen und wurde zeitgleich präsentiert.

### Produktionsstandorte
Nio ließ zunächst seine Fahrzeuge in Hefei durch seinen JV Partner Anhui Jianghuai Automobile (JAC) bauen, bis im Dezember 2023 Nio die Zertifizierung als unabhängiger Fahrzeughersteller erhalten hatte. In diesem Zug übernahm Nio von JAC die beiden genutzten Fabriken F1 und F2. Die Inbetriebnahme der dritten Fabrik F3 ist für September 2025 geplant.

## Fahrzeugpalette

### Serienfahrzeuge
| Bauzeit               | Baureihe | Anmerkung | Bild |
| --------------------- | -------- | --- | ---- |
| Mittelklasse          |          | |      |
| seit 2022             | Nio ET5  | Der ET5 ist 4,79 Meter lang und wurde am 18. Dezember 2021 vorgestellt. Der Marktstart erfolgte im September 2022. Im Juni 2023 debütierte die Baureihe auch als Kombi, ET5 Touring. |      |
| Oberklasse            |          | |      |
| seit 2022             | Nio ET7  | Am 9. Januar 2021 präsentierte Nio die 5,10 Meter lange Limousine ET7. Mit einem zukünftig angebotenen Semi-Festkörperakkumulator mit 150 kWh soll eine Reichweite nach NEFZ von über 1000 km möglich werden. |      |
| seit 2024             | Nio ET9  | Das Topmodell des Herstellers ist der 5,32 Meter lange ET9, der am 23. Dezember 2023 vorgestellt wurde. |      |
| Sportwagen            |          | |      |
| seit 2016             | Nio EP9  | Der Nio EP9 ist ein zweisitziger Sportwagen mit Elektro-Mittelmotor. Er wurde unter Beteiligung der Ingenieure des Nio-Formel-E-Teams für den Einsatz auf Rennstrecken konzipiert. Im November 2016 hatte das Fahrzeug in der Londoner Saatchi Gallery sein öffentliches Debüt. Der EP9 wird von vier Elektromotoren mit einer Leistung von je 250 kW (340 PS) angetrieben, die zusammen eine Höchstleistung von 1000 kW (1360 PS) ergeben. Das Drehmoment wird von vier Getriebeeinheiten auf jeweils ein Rad übertragen, so dass das Auto über permanenten Allradantrieb verfügt. |      |
| Sport Utility Vehicle |          | |      |
| seit 2020             | Nio EC6  | Der Nio EC6 basiert auf dem ES6 und hat einen flacher auslaufenden Dachverlauf. Im April 2020 kam er in China in den Handel. Die zweite Generation der Baureihe debütierte Anfang 2023. |      |
| seit 2019             | Nio ES6  | Der Nio ES6 ist ein Elektroauto mit fünf Sitzen, dessen Design bei Nio in München entstand. Er wurde in der ersten Generation mit zwei Motorvarianten von 320 oder 400 kW und permanentem Allradantrieb angeboten. Die Akkukapazität beträgt 84 kWh und ermöglicht 510 km nach NEFZ. Er wurde im Dezember 2018 vorgestellt. Der Marktstart erfolgte 2019. Die zweite Generation der Baureihe debütierte Anfang 2023 und wird auch in Europa als EL6 angeboten. |      |
| seit 2023             | Nio EC7  | Auf Basis des ES7 präsentierte Nio im Dezember 2022 den EC7 mit flachem auslaufendem Dach. Er ist 4,97 Meter lang und kam im Mai 2023 in China in den Handel. |      |
| seit 2022             | Nio ES7  | Zwischen ES6 und ES8 positioniert ist der ES7, der im Mai 2022 präsentiert wurde. Er ist 4,91 Meter lang und kam im August 2022 in China auf den Markt. In Europa wird er als EL7 vermarktet. |      |
| seit 2018             | Nio ES8  | Der Nio ES8 ist ein 7-sitziges SUV, das im Dezember 2017 vorgestellt und seit 2018 für den chinesischen Markt produziert wird. Sein Design entstand in Nios Designcenter in München. Die zweite Generation debütierte Ende 2022 und kam im Juni 2023 in den Handel. Die dritte Generation wurde erstmals im Juni 2025 gezeigt. |      |

### Konzeptfahrzeuge

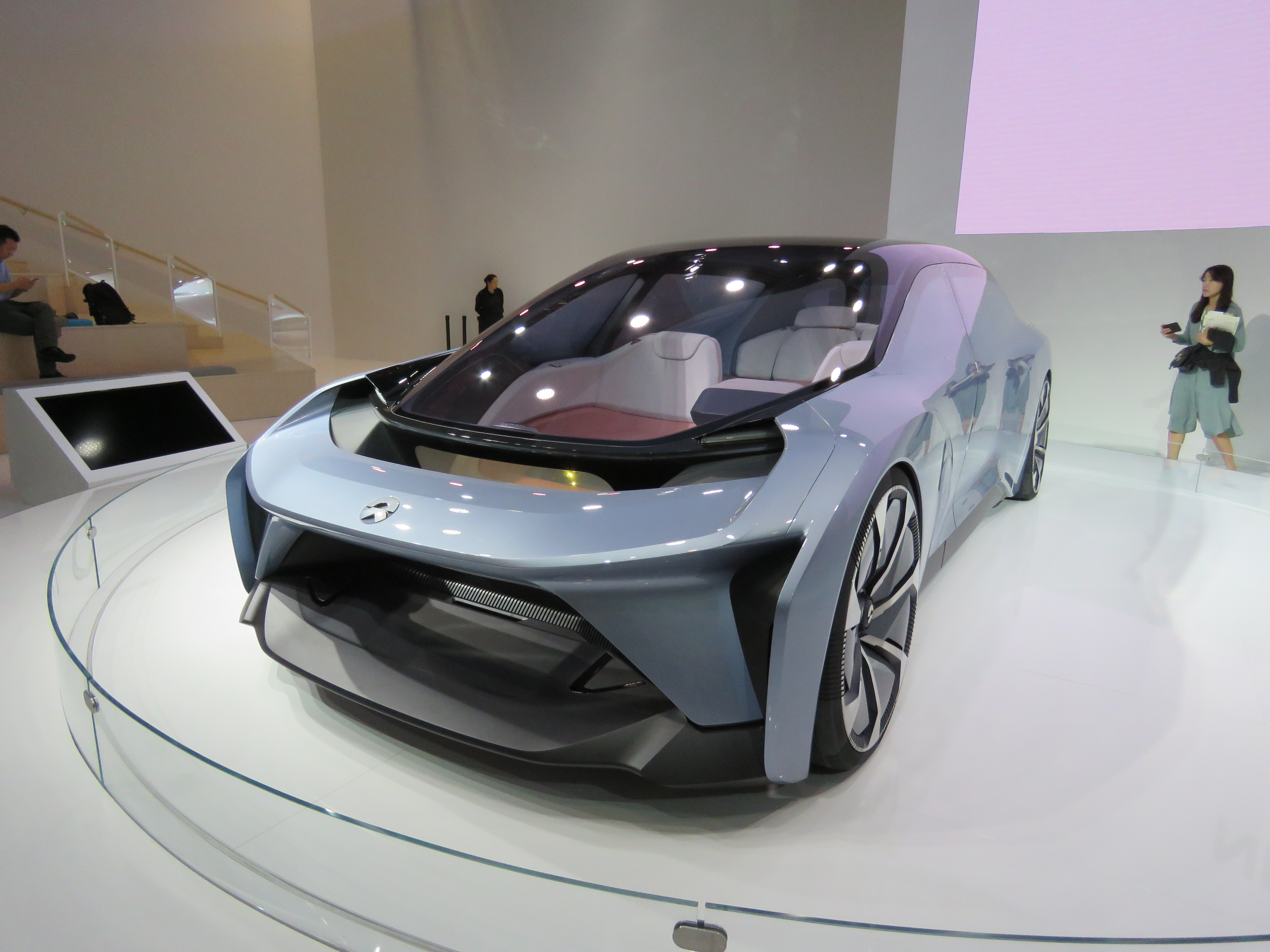
Eve concept

#### Nio EVE
Im März 2017 wurde der Nio EVE, ein autonom fahrendes Konzeptauto, auf dem South by Southwest Festival in Austin, Texas vorgestellt.

## Besonderheiten der Fahrzeuge

### Nomi

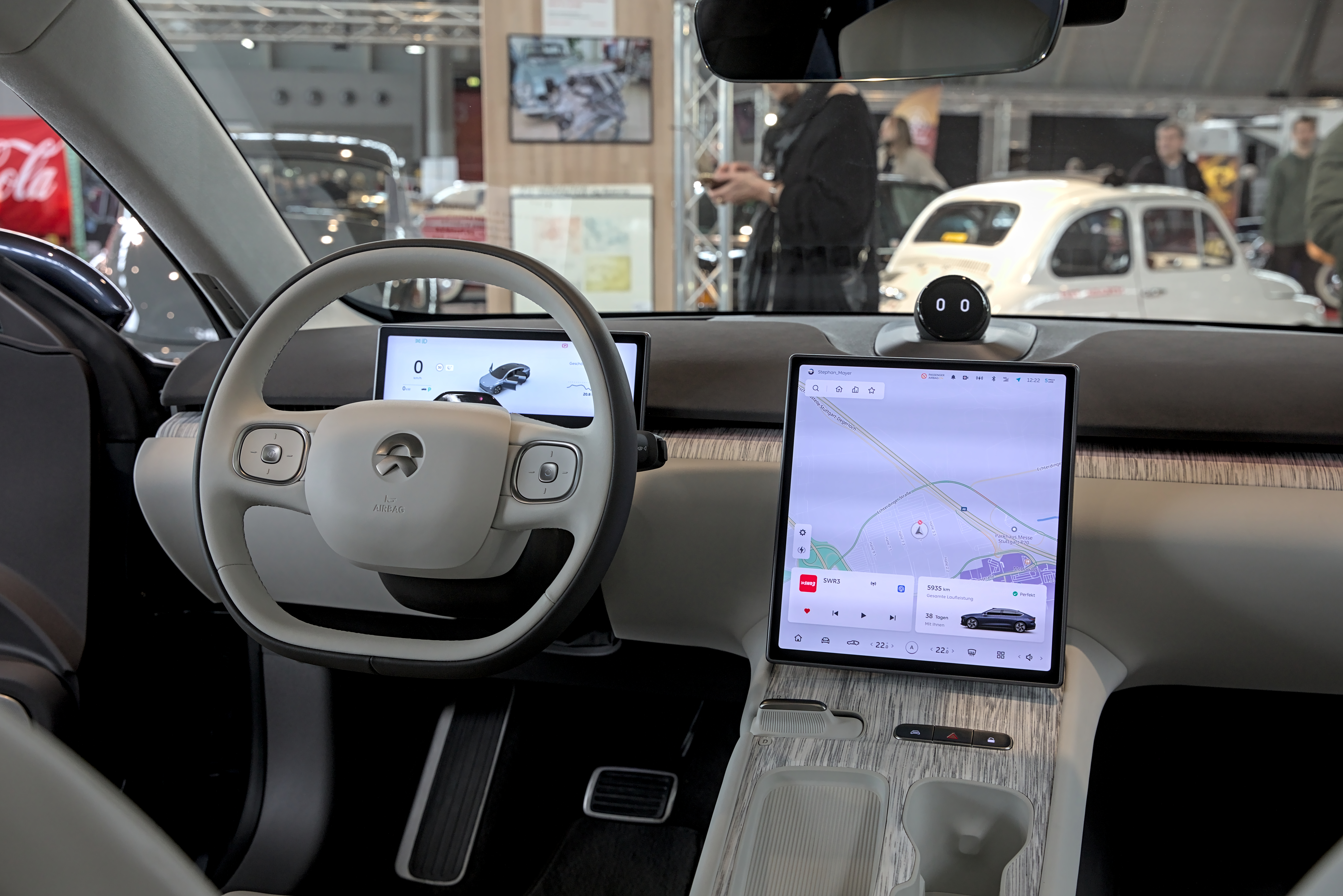
Innenansicht des ET7 mit Nomi

Mit Nomi wurde ein mit künstlicher Intelligenz ausgestatteter Assistent vorgestellt, der die Vorlieben der Fahrzeuginsassen erkennen kann und dann während der Fahrt automatisch die richtigen bzw. erwarteten Informationen bereitstellt. Nomi ist in den Modellen ES8 und ES6 eingebaut sowie vorne und im Heck des autonomen Konzeptfahrzeugs Nio EVE.

## Batteriewechselstationen
Nio begann 2018, ein Netz von Batteriewechselstationen in China aufzubauen. Das Netz umfasste dort im Januar 2021 170, im Dezember 2022 1.294 und im Juni 2024 2.432 Stationen. Seit Mitte 2024 werden Stationen der vierten Generation, genannt „Power Swap Station 4.0“, installiert.

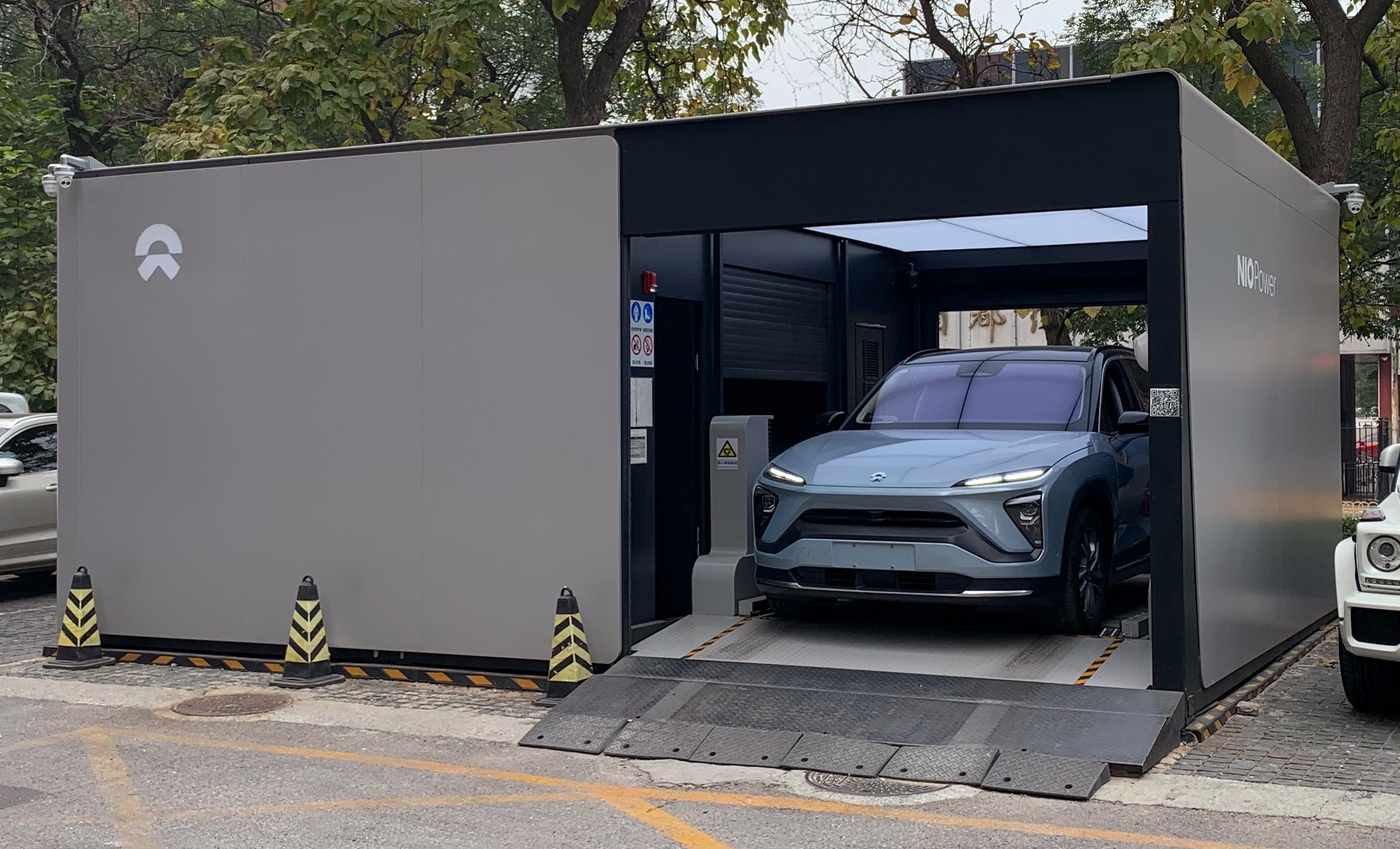
„Power Swap Station“ 1.0 in China

In Europa bestanden im Dezember 2022 zehn Batteriewechselstationen: je drei in Norwegen und den Niederlanden und je zwei in Schweden und Deutschland. Bis Ende 2023 sollte deren Zahl europaweit auf 120 steigen. Ende Mai 2025 waren in Europa 60 Wechselstationen in Betrieb, davon 20 in Deutschland, weitere sind im Bau. Zur Beschleunigung des Ausbaus sollen bis zu 20 Schnellladeparks des EnBW-HyperNetz auch den Akkuwechsel anbieten.
Deutschland
- Aurach (BY)
- Berlin-Spandau (BE)
- Dorsten (NW)
- Emsbüren (NI)
- Geiselwind (BY)
- Großburgwedel (NI)
- Hilden (NW)
- Kirchlengern (NW)
- Lehre (NI)
- Mühldorf am Inn (BY)
- Regensburg (BY)
- Reiskirchen (HE)
- Sankt Augustin (NW)
- Schipkau (BB)
- Schkeuditz (SN)
- Sulzbach (HE)
- Ulm-Seligweiler (BW)
- Viernheim (HE)
- Waldlaubersheim (RP)
- Zusmarshausen (BY)

## Motorsport und Rekorde

### Formel E
Nio nimmt mit einem Werksteam an der FIA-Formel-E-Meisterschaft teil. Als Fahrer wurden Tom Dillmann und Oliver Turvey verpflichtet. Das Team tritt bereits seit der ersten Saison der Rennserie 2014/15 an, in der Debütsaison gelang es dem für das Team startenden Brasilianer Nelson Piquet junior, den Fahrertitel und zwei Rennen zu gewinnen: den Long Beach ePrix 2015 und den Moskau ePrix 2015. 2020 verpflichteten sie zudem den Rennfahrer Daniel Abt, der zuvor seinen Platz bei Audi Sport ABT Schaeffler verloren hatte.

### Rekorde
Nio hat mit dem EP9 fünf Rekorde für Automobile mit Elektroantrieb aufgestellt. Rekordrunden absolvierte der Sportwagen auf der Nordschleife des Nürburgrings, dem Circuit Paul Ricard, dem Circuit of The Americas und auf dem Shanghai International Circuit. Am 15. Juli 2018 bezwang der EP9 als schnellstes Elektroauto den Berg vor dem Goodwood House. Mit einer Zeit von 44,32 Sekunden im „Final Shoot Out“ des Goodwood Festival of Speed war es auch der fünftschnellste offizielle Zeitlauf in der 25-jährigen Geschichte der Veranstaltung.

## Verkaufs- und Geschäftszahlen

### Fahrzeugverkäufe
Zwischen 2018 und 2024 sind in der Volksrepublik China und im europäischen Raum (unter anderem Norwegen und Deutschland) insgesamt 668.698 Neuwagen von Nio verkauft worden. Mit 221.970 verkaufen Elektroautos war 2024 das erfolgreichste Jahr.
| Jahr |      |  | Stück   |         |
| 2018 | 2018 |  | 8.101   | 8.101   |
| 2019 | 2019 |  | 20.946  | 20.946  |
| 2020 | 2020 |  | 43.728  | 43.728  |
| 2021 | 2021 |  | 91.429  | 91.429  |
| 2022 | 2022 |  | 122.486 | 122.486 |
| 2023 | 2023 |  | 160.038 | 160.038 |
| 2024 | 2024 |  | 221.970 | 221.970 |
|      |      |  |         |         |

### Geschäftsentwicklung
Die nachfolgende Tabelle stellt die Geschäftsentwicklung von Nio seit der Aufnahme der Geschäfte 2017 dar.
| Jahr | Umsatz         | Nettoergebnis   |
| ---- | -------------- | --------------- |
| 2017 | 0              | −730 Mio. USD   |
| 2018 | 720 Mio. USD   | −1.402 Mio. USD |
| 2019 | 1.123 Mio. USD | −1.623 Mio. USD |
| 2020 | 2.327 Mio. USD | −813 Mio. USD   |
| 2021 | 5.671 Mio. USD | −630 Mio. USD   |
| 2022 | 7.143 Mio. USD | −2.093 Mio. USD |
| 2023 | 7.834 Mio. USD | −2.918 Mio. USD |